# Cabane du Mont Fort
Die Cabane du Mont Fort ist eine Schutzhütte der Sektion Jaman des Schweizer Alpen-Clubs (SAC) in den Walliser Alpen. Sie liegt in der Gemeinde Val de Bagnes im Unterwallis, westlich des Mont Fort und südlich des Mont Gelé auf einer Höhe von 2459 m ü. M. im Skigebiet unter dem Mont Fort.

## Geschichte
Die SAC-Hütte ist im Eigentum der Sektion Jaman in Vevey, wurde 1925 erbaut und hatte damals 38 Plätze. Für Wanderer ist sie von Verbier erreichbar, der Weg kann durch Benutzung der Seilbahnen bei Verbier verkürzt werden. Die Pendelbahn zum Col des Gentianes fährt in nicht allzu grosser Distanz an der Hütte vorbei.

## Zustiege
- Von der Bergstation La Chaux in 45 Minuten.
- Von der Bergstation der Ruinettes über die Bisse de Verbier in etwa 1,5 Stunden.
- Von der Bergstation der Ruinettes über den Clambin zur Cabane in etwa 2,5 Stunden.

## Wanderungen
- Der Sentier des Chamois (deutsch Gämsenpfad) ist ein Bergweg zwischen der Cabane du Mont Fort und dem Lac de Louvie oberhalb des Dorfes Lourtier.